# Marlese Durr
Marlese Durr (* 1953) ist eine US-amerikanische Soziologin, die als Professorin an der Wright State University lehrt. 2014/15 amtierte sie als Präsidentin der Society for the Study of Social Problems.
Alle ihre akademischen Abschlüsse machte Durr an der University at Albany, The State University of New York: Bachelor (Liberal Studies) 1978, Master (African American Studies) 1979, Master (Soziologie) 1985, Promotion zur Ph.D. (Soziologie) 1993. Titel der Dissertationsschrift war: The Use of Cross-Ethnic Ties in the Facilitation of Promotions: African Americans and Managerial Labor Markets in the Public Sector.
Seit 1994 wirkt Durr an der Wright State University, von 1994 bis 2000 als Assistant Professor, danach bis 2007 als Associate Professor und schließlich seit 2007 als Full Professor.

## Schriften (Auswahl)
- Mit Shirley A Hill: Race, work, and family in the lives of African Americans. Rowman & Littlefield Publishers, Lanham 2006, ISBN 978-0-7425-3467-4.
- Als Herausgeberin: The new politics of race. From Du Bois to the 21st century. Praeger, Westport 2002, ISBN 978-0-31301-199-3.